# Stronzioginorite
La stronzioginorite è un minerale.